# Theia Mons

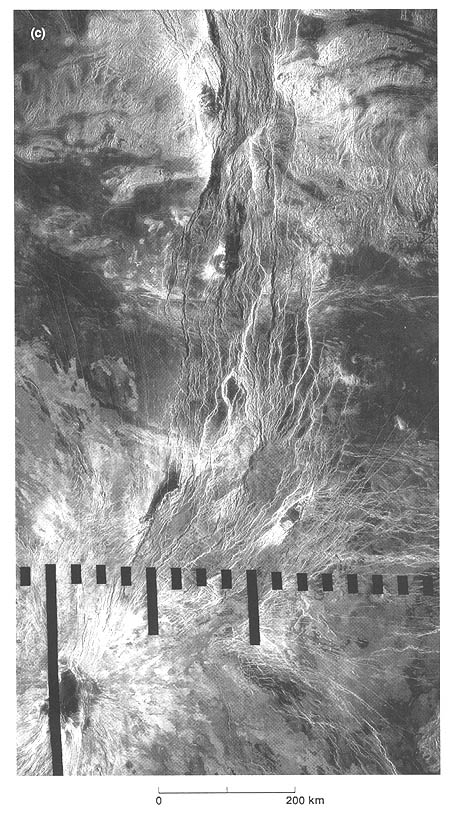
Beta Regio mit Theia Mons (unten links) im Süden und Rhea Mons (oben) im Norden. Schwarze Rechtecke sind Bilddatenfehler.

Der Theia Mons – lateinisch für Berg der Theia, nach einer Titanin der griechischen Mythologie – ist ein Schildvulkan auf der Venus.
Der Vulkanberg ist 226 Kilometer breit. Seine Größe beträgt etwa 4,5 Kilometer. Er befindet sich 22,7° Nord und 281,0° Ost im Hochland Beta Regio und steht dort südlich des Rhea Mons. Seine erstarrten Lavaströme erstrecken sich über mehr als 400 Kilometer in die Umgebung. Wie bei allen Vulkanen auf der Venus wurden nie Ausbrüche beobachtet.